# Аносов, Данил Сергеевич
Дани́л Серге́евич Ано́сов (род. 26 февраля 2005, Белгород, Россия) — российский футболист, полузащитник клуба «Волгарь».

## Карьера
В 2022 году, придя из шебекинской академии спорта, находился в составе белгородского «Салюта», сыграл за «Салют» один матч в Кубке России, также играл за команду «СШОР № 1 Салют-М» в Первенстве СФФ «Центр» — III дивизион (ЛФК).
С 2023 года стал играть за команду клуба «Сочи» в молодёжной футбольной лиге. В августе сыграл в матчах группового этапа пути РПЛ Кубка России против «Оренбурга» и ЦСКА. 16 сентября 2023 года дебютировал в российской премьер-лиге, выйдя на 46-й минуте на замену в гостевом матче 8-го тура чемпионата против московского «Спартака» (0:1). Летом 2025 года перешел в ивановский «Текстильщик» из «золотой группы» Второй лиги А. Уже в стартовом матче за красно-черных отметился забитым голом в ворота «Тюмени»